# Mešita Parrucë
Mešita Parrucë (albánsky: Xhamia e Parrucës) je nejmladší mešita ve městě Skadar v Albánii. Jedná se o rekonstrukci mešity, která byla původně postavena v roce 1937.

## Historie
Originální mešita Parrucë byla postavena v roce 1937 a následně zdemolována 23. března 1967 komunistickým režimem. Rekonstrukce byla dokončena v roce 2006 v osmanském stylu a financoval ji Haxhi Sait Jakup Fishta. Mešita byla znovu otevřena přesně 40 let po její demolici, tedy 23. března 2007. Interiér je dekorován barevnými malbami.